# Procesos de Fráncfort contra homosexuales
Los procesos de Fráncfort, en alemán Frankfurter Homosexuellenprozesse, fueron una serie de juicios penales realizados entre los años 1951 y 52 en Fráncfort del Meno, culminación de una ola de persecución contra homosexuales masculinos. Marcaron el fin de una cierta contención en la aplicación del artículo 175 que la Justicia había mantenido tras la II Guerra Mundial.

## Antecedentes

### El ambiente gay en Fráncfort
Con el golpe de Estado nazi, se inició una masiva persecución de los gais, que provocó la desaparición completa del ambiente gay en Fráncfort. Tras la II Guerra Mundial, el ambiente gay volvió a renacer poco a poco. Sitios conocidos de encuentro eran el elegante Kleist-Kasino, en el número seis de la Freßgass, y el Felsenkeller, en la calle Luginsland n.º 1. El Felsenkeller poseía una licencia que permitía a dos hombres bailar juntos. En el mismo local tenía su sede la primera asociación gay, el «Verein für kommunikative Lebensgestaltung» («Asociación para los modos de vida comunicativos»). En la llamada Taunusanlage había una zona de cruising, con de 80 a 100 chaperos ofreciendo sus servicios. Las leyes vigentes convertían en ilegales todas estas actividades. La policía, que conocía los lugares de encuentro y el ambiente, en general, hacía la vista gorda. La situación había llevado a que se asumiese entre los homosexuales que las leyes ya no iban a ser aplicadas.

### Situación jurídica
La versión del artículo 175 del código penal alemán vigente en la década de 1950 era de 1935. Ese año, el gobierno nazi había ampliado el artículo para incluir cualquier acto «impúdico» entre hombres, lo que en casos extremos podía ampliarse para incluir aspectos tan inocentes como un contacto visual significativo. También seguía en vigor el artículo 175a del código penal, igualmente introducido en 1935, para los casos «con agravante», que amenazaba con penas de hasta 10 años de trabajos forzados.
Tras la Guerra, el Consejo de Control Aliado había anulado una serie de leyes y modificaciones a leyes introducidas por los nazis. Sin embargo, los artículos 175 y 175a se mantuvieron en su forma nazi y fueron recogidas sin modificaciones en el nuevo código civil de la República Federal de Alemania. En una cláusula general, el Consejo de Control había determinado que todas las ampliaciones del código penal introducidas por los nazis debían ser revisadas individualmente, para determinar si colisionaban con los principios de un Estado de derecho. Esto también era válido para el artículo 175 del código penal.

## Pesquisas
La ola de persecución en Fráncfort se inició con el menor y chapero Otto Blankenstein, que fue detenido el 16 de julio de 1950 en Fráncfort por «prosticución profesional homosexual» y contra el que se abrió el expediente 1218. El fiscal responsable, Dr. Fritz Thiede, que dirigió las pesquisas policiales de forma personal, las llevó con gran entusiasmo. Blankenstein nombró durante sus declaraciones a 70 clientes con los que habría mantenido más de 200 encuentros sexuales. Blankenstein colaboró en la investigación en todo lo que pudo y se convirtió en un testigo protegido de la acusación (en alemán Kronzeuge), lo que no estaba permitido según el código penal alemán de la época. Se convirtió en una fuente de información tan importante para la policía y la fiscalía, que obtuvo condiciones especiales de detención y no fue enviado a prisión preventiva. Bien se le mantuvo en las celdas de la policía, bien fue enviado al establecimiento penitenciario de Preungesheim. Tampoco se le presentó al juez instructor. Durante algún tiempo se le interrogó a diario. El fiscal Thiede trasladó temporalmente para ello su oficina a la Jefatura de Policía. El fiscal justificó frente al público el enorme esfuerzo realizado en la investigación con la protección de menores y más tarde con el chantaje. Esto último fue con seguridad una excusa, ya que nunca fue nombrado como razón para las detenciones.
Los hombres nombrados por Blankenstein fueron citados e identificados, también fotografiados. Las fotografías fueron presentadas a otros chaperos y así se iniciaron 173 pesquisas contra 214 personas, de los que fueron detenidos unas 50, entre ellas, numerosos menores. Las pesquisas dieron 42 juicios. A las pesquisas originadas en las declaraciones de Blankenstein se le unieron otras, de forma que el fiscal Thiede finalmente investigó por infracciones contra el artículo 175 a 280 personas en 240 casos, hizo detener a 100 personas y, hasta finales de año, había realizado 75 denuncias.

## Los procesos penales

### Los juicios de otoño de 1950
El primer juicio se inició el 23 de octubre de 1950. El 1 de octubre de 1950 había entrado en vigor una nueva versión de la Ley del Poder Judicial, que había sido publicada en el boletín oficial el 12 de septiembre de 1950. El juez, Dr. Kurt Ronimi (Hanau, 16 de noviembre de 1909 - 1 de febrero de 1958), conocido por haber sido durante el Tercer Reich un fiscal duro en la aplicación del artículo 175, sin embargo se basó en la ley anterior de 1937 para reunir todos los juicios de esta serie en el tribunal dirigido por él en la Audiencia provincial de Fráncfort del Meno (se trataba de un tribunal de escabinos). Según la ley válida desde el 1 de octubre de 1950, esto ya no era posible y los procesos deberían haber sido distribuidos entre las distintas salas. Con ello se infringió el principio de tribunales previamente establecidos, protegido en el artículo 101 párrafo I de la Constitución alemana. Este argumento fue discutido por la prensa contemporánea, pero no por la justicia.
La prensa local, sobre todo el Frankfurter Neue Presse y el Frankfurter Rundschau, informaban extensamente sobre los procesos. Inicialmente la cobertura era favorable a las autoridades policiales y judiciales, lo que también era cierto para los lectores. Una encuesta entre los lectores resultó en una gran mayoría a favor del artículo 175 y las condenas. Casi todos los procesos acabaron en condenas, a la vista de las pruebas existentes.

### Cambio en la percepción pública
Con el aumento de los procesos, cambió la opinión pública. Quedó claro que Blankenstein estaba sirviendo de facto de testigo de cargo. Los testigos de cargo no estaban permitidos según la legislación vigente y la opinión pública reaccionó de forma crítica a esta manipulación. También se comenzó a discutir de forma cada vez más abierta la personalidad de Blankenstein y, por lo tanto, su credibilidad como testigo. Como consecuencia de esta discusión se presentaron los primeros recursos. En un caso la defensa consiguió que se realizara a Blankenstein un informe psicológico en el proceso en la audiencia provincial de Fráncfort. Como consecuencia, Blankenstein se negó a declarar y el juicio terminó con una absolución.
Los juicios comenzaron a levantar interés a nivel nacional. La prensa, sobre todo Der Spiegel y el Frankfurter Rundschau, se mostraban escépticos sobre el objetivo y el sentido de la acción. Roger Nash Baldwin, uno de los cofundadores de American Civil Liberties Union, mostró su sorpresa de que «tales juicios a personas adultas e irreprochables todavía son posibles en el siglo XX» directamente en la Ministerio Federal del Interior, que por su parte consideró que no era responsable.
Ronimi fue «ascendido» a finales de 1951 a la Audiencia provincial de Hanau. Allí continuó aplicando el artículo 175. Su sucesor en el puesto, el Dr. Brückner, tuvo que aplicarse para deshacer la responsabilidad especial de la sala que Ronimi había introducido, además de ordenar al fiscal Thiede que entregase 60 investigaciones a sus colegas y que cerrase otras 60 – un número muy grande, que deja ver el afán de Thiede. Así terminó en Fráncfort la ola de persecución.

### Proceso contra Blankenstein
El juicio contra Blankenstein se realizó el 15 de febrero de 1951. La fiscalía del estado y el tribunal se esforzaron en demostrar que no se había usado al acusado como testigo de cargo –de forma ilegal. Debido a que Ronimi (completamente) y Thiede (en su mayor parte) habían sido retirados del caso, los acuerdos que Blankenstein había realizado con ellos, ya no le protegían. El juicio criminal se hizo de forma pública –incluyendo a la prensa–, lo que era muy poco común en procesos contra menores. Blankenstein fue condenado a dos años de internamiento para menores, lo que resultaba una condena relativamente alta. De los siete meses de prisión preventiva, sólo se le contaron cuatro para la condena.

## Consecuencias y reacciones
Los juicios contra homosexuales de Fráncfort marcaron el fin de una cierta contención en la aplicación del artículo 175 que la Justicia había mantenido tras la II Guerra Mundial durante la era de Adenauer.
Seis de los perseguidos se suicidaron: un joven de 19 años saltó de lo alto del Goetheturm, un técnico dental y su novio se ahogaron con gas de alumbrado. Otros huyeron al extranjero. Muchos condenados sufrieron el vacío social y profesional.
El psiquiatra Reinhard Redhardt entrevistó a una parte de los homosexuales envueltos en los juicios y realizó un estudio. El estudio está acompañado de esbozos biográficos individuales de una parte de los estudiados.
Los procesos fueron retomados en la obra de teatro Das Recht auf sich selbst («El derecho a uno mismo») de Rolf Italiaander, que se estrenó el 2 de abril de 1952 en los Kammerspiele de Hamburgo –la primera vez tras la II Guerra Mundial que la homosexualidad era tratada en un escenario alemán.
Cerca del edificio de los tribunales de Fráncfort, desde 1994 el Ángel de Frankfurt recuerda a los gais perseguidos.